# Bastards (альбом)
Bastards (с англ. — «Ублюдки») — одиннадцатый студийный альбом британской рок-группы Motörhead, выпущенный 29 ноября 1993 года. Единственный диск группы, изданный на лейбле ZYX.

## Об альбоме
Bastards первый диск группы полностью записанный с Микки Ди на ударных и первый спродюсированный Ховардом Бенсоном.
По сравнению с двумя предыдущими альбомами группы (1916 и March ör Die) данный диск стал более «тяжёлым», быстрым и разнообразным, в связи с чем является одной из наиболее сильных работ группы в 90-е. Тематика песен довольно различна: общественная критика («On Your Feet or on Your Knees»), война («Death or Glory» и «I am the Sword»), сексуальные преступления против несовершеннолетних («Don’t Let Daddy Kiss Me») и тотальный хаос («Burner»).
«Born to Raise Hell» позднее была записана совместно с Ice T и Уитфилдом Крейном и была издана синглом. Эта версия песни вошла в саундтрек к фильму «Пустоголовые». Также синглом вышла композиция «Don’t Let Daddy Kiss Me».

## Список композиций
Авторами всех песен являются Лемми, Würzel, Фил Кэмпбелл и Микки Ди, кроме отмеченных
| №   | Название                        | Автор(ы) | Длительность |
| --- | ------------------------------- | -------- | ------------ |
| 1.  | «On Your Feet or on Your Knees» |          | 2:34         |
| 2.  | «Burner»                        |          | 2:52         |
| 3.  | «Death or Glory»                |          | 4:50         |
| 4.  | «I Am the Sword»                |          | 4:28         |
| 5.  | «Born to Raise Hell»            | Лемми    | 4:58         |
| 6.  | «Don't Let Daddy Kiss Me»       | Лемми    | 4:05         |
| 7.  | «Bad Woman»                     |          | 3:16         |
| 8.  | «Liar»                          |          | 4:12         |
| 9.  | «Lost in the Ozone»             |          | 3:27         |
| 10. | «I'm Your Man»                  |          | 3:28         |
| 11. | «We Bring the Shake»            |          | 3:48         |
| 12. | «Devils»                        |          | 6:00         |

### Переиздание (2001)
| №   | Название             | Автор(ы)                 | Длительность |
| --- | -------------------- | ------------------------ | ------------ |
| 13. | «Jumpin' Jack Flash» | Мик Джаггер, Кит Ричардс | 3:20         |

## Участники записи

### Motörhead
- Иэн Фрэйзер «Лемми» Килмистер — бас-гитара, вокал
- Фил Кэмпбелл — соло-гитара
- Мик «Würzel» Бёрстон — соло-гитара
- Микки Ди — ударные

### А также
- Говард Бэнсон — клавишные

## Позиции в чартах
| Год  | Чарт                | Позиция |
| ---- | ------------------- | ------- |
| 1993 | German Albums Chart | 28      |
| 1993 | Sverigetopplistan   | 48      |